# Orto Liuzzo
Orto Liuzzo (talvolta riportato Ortoliuzzo) è un centro abitato di 66 abitanti della città di Messina.
Località prevalentemente balneare, si estende lungo la riviera tirrenica del messinese.
I suoi abitanti si chiamano ortoliuzzoti (o semplicemente liuzzoti) oppure ortoliuzzesi (liuzzesi).

## Storia
La località di Orto Liuzzo viene ricordata nel bollettino di guerra n. 1115 del 14 giugno 1943:

## Monumenti e luoghi d'interesse

### Architetture religiose
- Chiesa di Santa Maria di Montalto, sita lungo la strada statale 113 dir Settentrionale Sicula. 38°15′08.84″N 15°27′30.3″E
- Antica chiesa della Madonna di Montalto, inserita nella carta dei beni archeologici e architettonici del piano di gestione «Monti Peloritani». 38°15′00.04″N 15°27′29.4″E

### Architetture civili
- Casale o baglio di contrada Palazzo (XIX secolo)[4], inserito come bene isolato nel piano territoriale paesaggistico regionale[5]. 38°15′04.8″N 15°27′38.48″E

### Architetture militari
- Torre di contrada Palazzo, attigua al baglio, con funzione di difesa e di controllo del litorale tirrenico[6]. 38°15′04.65″N 15°27′38.35″E

### Aree naturali
All'interno del territorio di Orto Liuzzo ricade parzialmente la ZPS ITA030042 "Monti Peloritani, Dorsale Curcuraci, Antennamare e area marina dello stretto di Messina".